# Espúrio Postúmio Albo Regilense
Espúrio Postúmio Albo Regilense (em latim: Spurius Postumius Albus Regillensis) foi um político da gente Postúmia nos primeiros anos da República Romana eleito cônsul em 466 a.C. com Quinto Servílio Estruto Prisco, já no segundo mandato. Foi também decênviro durante o Primeiro Decenvirato em 451 a.C.

## Biografia
Espúrio Postúmio pertencia à nobre gente Postúmia, uma das mais antigas e conhecidas gentes patrícias da Roma Antiga. Era filho de Aulo Postúmio Albo Regilense, ditador em 499 e cônsul em 496, irmão de Aulo Postúmio Albo Regilense, cônsul em 464 a.C., e pai de Espúrio Postúmio Albo Regilense, tribuno consular em 432 a.C.

### Primeiro consulado (466 a.C.)
Em 466, foi eleito cônsul com Quinto Servílio Estruto Prisco.
Por ordem do Senado, consagrou o templo de Júpiter Fídio, construído por Tarquínio, o Soberbo, no monte Quirinal e teve seu nome foi inscrito no local.

### Anos posteriores e o decenvirato
Em 462 a.C., tornou-se áugure. Em 454 a.C., fez parte da delegação de senadores enviados a Atenas com o objetivo de examinar as instituições e leis gregas, especialmente as leis de Sólon.
Retornando em 452 a.C., foi, no ano seguinte, eleito um dos decênviros do Primeiro Decenvirato, responsável pela elaboração da Lei das Doze Tábuas, completada pelo Segundo Decenvirato.
Em 446 a.C., comandou, como legado, o centro do exército romano na Batalha de Corbio, que resultou na derrota de équos e volscos.